# Provinciale weg 614
De provinciale weg 614 is een voormalige provinciale weg die Geldrop via Mierlo en Mierlo-Hout met Helmond verbindt.
In Geldrop heet de weg Mierloseweg, in Mierlo en in Helmond Geldropseweg.
De weg is uitgevoerd als een tweestrooks gebiedsontsluitingsweg.

## Geschiedenis

### De kiezelbaan
Van oudsher lag er geen directe verbinding tussen Eindhoven en Helmond. In de 19e eeuw vond men dat daar verandering in moest komen. Er werden plannen gemaakt om een kiezelbaan aan te leggen vanaf de grindweg Eindhoven-Weert bij Geldrop naar de stad Helmond. In de jaren ’60 van de 19e eeuw werd deze weg ook daadwerkelijk aangelegd. Hij liep van Geldrop door de dorpen Mierlo en Mierlo-Hout naar Helmond en sloot daar aan op de huidige Steenweg.

### Hoofdroute tussen Eindhoven en Helmond
Door de opkomst van de auto raakte de kiezelbaan verouderd. Er zou een nieuwe weg komen van betonplaten. Doordat de weg door Mierlo (de Dorpsstraat en Marktstraat) te smal waren voor deze belangrijke verkeersader, werd de nieuwe provinciale weg om Mierlo heengeleid (de huidige Geldropseweg). In 1939 was de weg gereed.
De weg kreeg volgens het wegletteringssysteem van 1937 de letter S en werd zo onderdeel van de hoofdverkeersroute van de Belgische grens via Vlissingen, Middelburg, Bergen op Zoom, Roosendaal, Breda, Tilburg, Eindhoven en Helmond naar Venlo.
Tijdens de bevrijding in september 1944 was de N614 als hoofdweg tussen Eindhoven en Helmond een belangrijke schakel voor de bevrijding van Helmond. Mierlo-Hout werd zwaar getroffen door oorlogsgeweld, Mierlo minder, omdat de weg nu buiten het dorp lag. Later is aan de N614 in de Mierlose Bossen een Britse Erebegraafplaats aangelegd.
In 1993 kreeg de provinciale weg het nummer N614.

### Einde als hoofdroute
In de jaren ’70 werd de A270 aangelegd tussen Eindhoven en Helmond. Deze weg nam de rol van belangrijkste route tussen de twee steden over. Vooral door de drukte in Geldrop, waar de N614 dwars doorheen loopt, en de aanleg van een verbinding tussen Mierlo en de A270 (de Brandevoortse Dreef) nam het belang van de N614 als provinciale weg af. In 2004 is de weg overgedragen aan de gemeenten Geldrop-Mierlo en Helmond.

### Herinrichting

#### Gemeente Helmond
In 2004 begon de gemeente Helmond met het asfalteren van het Helmondse deel van de N614. Dit was in het kader van de nieuwbouwwijk Brandevoort. Daarbij werd een rotonde aangelegd voor de Brandevoortse Dreef. Ook aan het Helmondse einde van de N614 werd een grote rotonde aangelegd. Deze rotonde heet nu Rotonde de Barrier.

#### Gemeente Geldrop-Mierlo
Mierlo was in de 20e eeuw erg gegroeid. Alle nieuwbouwwijken zijn echter ten zuidoosten van de N614 gebouwd. De N614 liep dus ook buiten de bebouwde kom en was een 80 km-weg. Na de fusie met de gemeente Geldrop kwamen er plannen voor een wijk ten noordwesten van de N614: Luchen. De weg zou dus binnen de bebouwde kom komen te liggen en moest ook heringericht worden. Het begon in 2006 met een rotonde op de kruising met de Industrieweg en Ambachtweg. In 2009 en 2010 werd de rest van de weg heringericht. De enige twee kruisingen met verkeerslichten in Mierlo werden vervangen door rotondes en er werd een rotonde aangelegd voor de toegangsweg tot Luchen. Ook werd de gehele betonweg tussen Mierlo en Geldrop vervangen door een asfaltweg.
N62 · N69 · N251 · N252 · N253 · N254 · N255 · N256/A256 · N257 · N258 · N260 · N261 · N262 · N263 · N264 · N266 · N267 · N268 · N269 · N270/A270 · N271 · N272 · N273 · N274 · N275 · N276 · N277 · N278 · N279 · N280 · N281 · N282 · N283 · N284 · N285 · N286 · N287 · N288 · N289 · N290 · N291 · N292 · N293 · N294 · N295 · N296 · N296n · N297 · N298 · N300 · N321 · N322 · N324 · N329 · N389 · N394 · N395 · N396 · N397

N556 · N562 · N564 · N570 · N572 · N590 · N595 · N598 · N601 · N602 · N605 · N607 · N612 · N613 · N615 · N616 · N617 · N618 · N620 · N622 · N625 · N629 · N631 · N632 · N637 · N638 · N639 · N640 · N641 · N651 · N652 · N653 · N654 · N655 · N656 · N658 · N659 · N660 · N661 · N662 · N663 · N664 · N665 · N666 · N667 · N668 · N669 · N670 · N671 · N673 · N674 · N675 · N676 · N682 · N683 · N686 · N689 · N690 · N831 · N843

Voormalige provinciale wegen: N299 · N551 · N552 · N553 · N554 · N555 · N560 · N561 · N563 · N565 · N566 · N567 · N568 · N571 · N574 · N580 · N581 · N582 · N583 · N584 · N585 · N586 · N587 · N588 · N589 · N591 · N592 · N593 · N594 · N596 · N597 · N603 · N604 · N606 · N608 · N610 · N611 · N614 · N619 · N621 · N623 · N624 · N626 · N628 · N630 · N634 · N642 · N657